# Fena Lacus
Il Fena Lacus è una struttura geologica della superficie di Titano.